# Campeonato Nacional de Fútbol de Cuba 2013
Il campionato cubano di calcio (Campeonato Nacional de Fútbol de Cuba) di Prima Divisione 2013 è la XXIª edizione del torneo col sistema a doppia finale e la 98ª totale.

## Sistema di competizione
La prima fase qualificatoria del campionato di Apertura consta di 4 gironi (Llaves) ognuno di 4 squadre, per un totale di 16, corrispondenti alle 16 provincie di Cuba. Le prime due di ogni girone accedono alla fase successiva.

## Classifica finale Apertura
Llave A
|  | Pos. | Squadra             | Pt | G | V | N | P | GF | GS |
|  | ---- | ------------------- | -- | - | - | - | - | -- | -- |
|  | 1.   | Pinar del Río       | 13 | 6 | 4 | 1 | 1 | 12 | 6  |
|  | 2.   | Ciudad de La Habana | 9  | 6 | 2 | 3 | 1 | 10 | 6  |
|  | 3.   | Artemisa            | 7  | 6 | 2 | 1 | 3 | 6  | 11 |
|  | 4.   | Isla de la Juventud | 3  | 6 | 0 | 3 | 3 | 3  | 10 |

Llave B
|  | Pos. | Squadra     | Pt | G | V | N | P | GF | GS |
|  | ---- | ----------- | -- | - | - | - | - | -- | -- |
|  | 1.   | Villa Clara | 13 | 6 | 4 | 1 | 1 | 18 | 6  |
|  | 2.   | Cienfuegos  | 12 | 6 | 4 | 0 | 2 | 10 | 6  |
|  | 3.   | Matanzas    | 8  | 6 | 2 | 2 | 2 | 9  | 9  |
|  | 4.   | Mayabeque   | 1  | 6 | 0 | 1 | 5 | 4  | 20 |

Llave C
|  | Pos. | Squadra         | Pt | G | V | N | P | GF | GS |
|  | ---- | --------------- | -- | - | - | - | - | -- | -- |
|  | 1.   | Camagüey        | 9  | 6 | 2 | 3 | 1 | 9  | 5  |
|  | 2.   | Ciego de Ávila  | 7  | 6 | 1 | 4 | 1 | 5  | 5  |
|  | 3.   | Las Tunas       | 7  | 6 | 1 | 4 | 1 | 6  | 7  |
|  | 4.   | Sancti Spíritus | 6  | 6 | 1 | 3 | 2 | 4  | 7  |

Llave D
|  | Pos. | Squadra          | Pt | G | V | N | P | GF | GS |
|  | ---- | ---------------- | -- | - | - | - | - | -- | -- |
|  | 1.   | Guantánamo       | 9  | 6 | 2 | 3 | 1 | 6  | 6  |
|  | 2.   | Holguín          | 9  | 6 | 3 | 0 | 3 | 5  | 6  |
|  | 3.   | Granma           | 8  | 6 | 2 | 2 | 2 | 9  | 7  |
|  | 4.   | Santiago de Cuba | 7  | 6 | 2 | 1 | 3 | 5  | 6  |

## Classifica finale Clausura
|  | Pos. | Squadra             | Pt | G  | V  | N | P  | GF | GS |
|  | ---- | ------------------- | -- | -- | -- | - | -- | -- | -- |
|  | 1.   | Camagüey            | 38 | 21 | 11 | 5 | 5  | 22 | 12 |
|  | 2.   | Ciudad de La Habana | 37 | 21 | 10 | 7 | 4  | 29 | 14 |
|  | 3.   | Pinar del Río       | 34 | 20 | 10 | 4 | 6  | 17 | 16 |
|  | 4.   | Villa Clara         | 33 | 20 | 9  | 6 | 5  | 27 | 17 |
|  | 5.   | Cienfuegos          | 27 | 21 | 7  | 6 | 8  | 22 | 21 |
|  | 6.   | Guantánamo          | 21 | 20 | 4  | 9 | 7  | 14 | 19 |
|  | 7.   | Ciego de Ávila      | 19 | 21 | 4  | 7 | 10 | 19 | 29 |
|  | 8.   | Holguín             | 12 | 20 | 2  | 6 | 12 | 9  | 31 |

Alcune partite non sono state disputate a causa delle classifiche già definite.

## Fase finale
Semifinali (and. 29/05/13 – rit. 01/06/13)
Finale (and. 9/06/13 – rit. 11/06/13)